# Elizaveta Kovalskaia

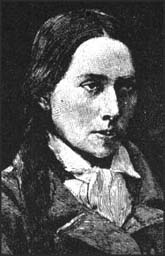
Elizaveta Kovalskaia

Elizaveta Nikolaevna Kovalskaia (em russo: Елизавета Николаевна Ковальская), também conhecida como Solntseva (Солнцева)), (17 de julho de 1851 ou 1849 - 1943) foi uma revolucionária populista russa, membro fundacional da organização Repartição Negra.

## Biografia
Kovalskaia foi filha ilegitima de um tenente proprietário da sua mãe e depois dela própria. Em 1857, o tenente deu a liberdade para ambas. Desde os seus primeiros anos, Kovalskaia esteve interessada no movimento feminista e na temática social. Impressionada pela obra de Robert Owen, utilizou uma das suas casas herdadas como colégio para jovens mulheres da região.
Em 1869, conhece Sofia Perovskaia e começa a frequentar as suas reuniões, aderindo ambas à organização clandestina Terra e Liberdade (Земля и воля). Após a fratura, colaborou na fundação do partido Repartição Negra (Чёрный передел), cuja tática se centrava na agitação e a propaganda, enquanto Perovskaia se incorporou ao grupo terrorista Vontade do Povo (Народная Воля).
Em 1880, junto com Nikolai Shchedrin organizou o sindicato União de Operários do Sul da Rússia em Kiev. Embora ter rechaçado as vias violentas e advogar pela propaganda, foi detida em 1881 e culpada de fazer parte de uma organização ilegal e sentençada a trabalho forçado numa katorga. Em 1882 foi transferida para a kara katorga (prisão de máxima segurança). Nos seguintes vinte anos, realizou várias greves de fome, tentou várias fugidas falidas e feriu com arma branca um guarda da prisão. Foi finalmente libertada em 1903.
Após a sua libertação, exiliou-se em Genebra, onde aderiu ao Partido Socialista Revolucionário. Manteve-se no exílio até 1917.
Após a revolução de 1917, Kovalskaia regressou a Petrogrado, onde trabalhou no Arquivo Histórico Revolucionário da cidade e na editora da revista Katorga e Exílio